# Borsócsont

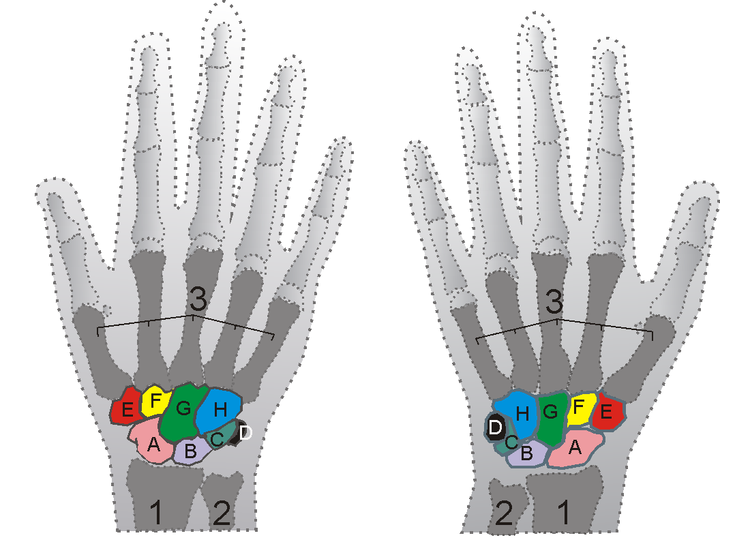
A kéz csontjai
A = Sajkacsont
B = Holdascsont
C = Háromszögletű csont
D = Borsócsont
E = Trapézcsont
F = Kis trapézcsont
G = Fejescsont
H = Horgascsont

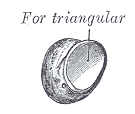
A bal borsócsont

A borsócsont (os pisiforme) egyike a nyolc apró csontnak, amelyek a csuklót alkotják és összefoglaló néven kéztőcsontoknak (os carpale) hívják őket.
A proximalis sorban található, ott ahol a singcsont (ulna) csatlakozik a csuklóhoz. Csak a háromszögletű csonttal (os triquetrum) ízesül.
Lencsecsontoknak (ossa sesamoidea manus) számítanak.
Kis méretéről, borsó alakjáról és egyetlen ízesülési felszínéről lehet felismerni.
A nevét a latin pīsumról kapta, ami borsót jelent.

## Felszínei
A dorsalis felszín sima ovális alakú hogy a háromszögletűhoz tudjon ízesülni.
A volaris felszín kerekded és durva, így tapadást biztosít a hajlítóizmokat leszorító szalagnak (retinaculum flexorum), a singcsonti csuklóhajlító izomnak (musculus flexor carpi ulnaris) és a kisujjtávolító izomnak (musculus abductor digiti minimi).
A külső és belső felszín szintén durva. A külső konkáv, a belső konvex.